# Сіпіо (Індіана)
Сіпіо (англ. Scipio) — переписна місцевість (CDP) в США, в окрузі Дженнінґс штату Індіана. Населення — 197 осіб (2020).

## Географія
Сіпіо розташоване за координатами 39°4′28″ пн. ш. 85°42′54″ зх. д. / 39.07444° пн. ш. 85.71500° зх. д. (39.074343, -85.715006).  За даними Бюро перепису населення США в 2010 році переписна місцевість мала площу 3,03 км², з яких 2,97 км² — суходіл та 0,05 км² — водойми.

## Демографія
Згідно з переписом 2010 року, у переписній місцевості мешкали 153 особи в 64 домогосподарствах у складі 46 родин. Густота населення становила 51 особа/км².  Було 75 помешкань (25/км²).
Расовий склад населення:
| - 100,0 % — білих |

До двох чи більше рас належало 0,0 %. Частка іспаномовних становила 0,7 % від усіх жителів.
За віковим діапазоном населення розподілялося таким чином: 22,2 % — особи молодші 18 років, 62,8 % — особи у віці 18—64 років, 15,0 % — особи у віці 65 років та старші. Медіана віку мешканця становила 45,2 року. На 100 осіб жіночої статі у переписній місцевості припадало 86,6 чоловіків;  на 100 жінок у віці від 18 років та старших — 85,9 чоловіків також старших 18 років.
Цивільне працевлаштоване населення становило 32 особи. Основні галузі зайнятості: науковці, спеціалісти, менеджери — 28,1 %, виробництво — 28,1 %, роздрібна торгівля — 21,9 %, інформація — 21,9 %.